# 外苑前駅
外苑前駅（がいえんまええき）は、東京都港区北青山二丁目にある、東京地下鉄（東京メトロ）銀座線の駅である。駅番号はG 03。

## 歴史
- 1938年（昭和13年）11月18日：東京高速鉄道の青山六丁目（現：表参道）- 虎ノ門間開業により青山四丁目駅（あおやまよんちょうめえき）として設置[1]。
- 1939年（昭和14年）9月16日：外苑前駅に改称。
- 1941年（昭和16年）9月1日：陸上交通事業調整法により東京高速鉄道が帝都高速度交通営団（営団地下鉄）へ統合され、営団地下鉄の駅となる。
- 1954年（昭和29年）8月27日：駅拡張工事が決定[2]。
- 1955年（昭和30年）5月1日：銀座線輸送力増強に伴い運行開始となった4両編成の浅草方1両を締切扱いとする[2]。
- 1957年（昭和32年）7月1日：ホームが6両対応に延長され締切扱いがなくなる[3]。
- 1995年（平成7年）7月：ホーム・コンコースの拡幅と改札口・出入口の新設等の駅改良工事に着手[4][5]。
- 1999年（平成11年）10月8日：改良工事完成により外苑いちょう並木方面改札口及び4番（現・4a番）出入口の供用開始[5]。
- 2001年（平成13年）1月：駅改良工事が終了。総工費約45億7000万円[4]。
- 2004年（平成16年）4月1日：営団地下鉄の民営化に伴い、東京地下鉄（東京メトロ）に継承される[6]。
- 2007年（平成19年）3月18日：ICカード「PASMO」の利用が可能となる[7]。
- 2018年（平成30年）8月22日：発車メロディが導入される。

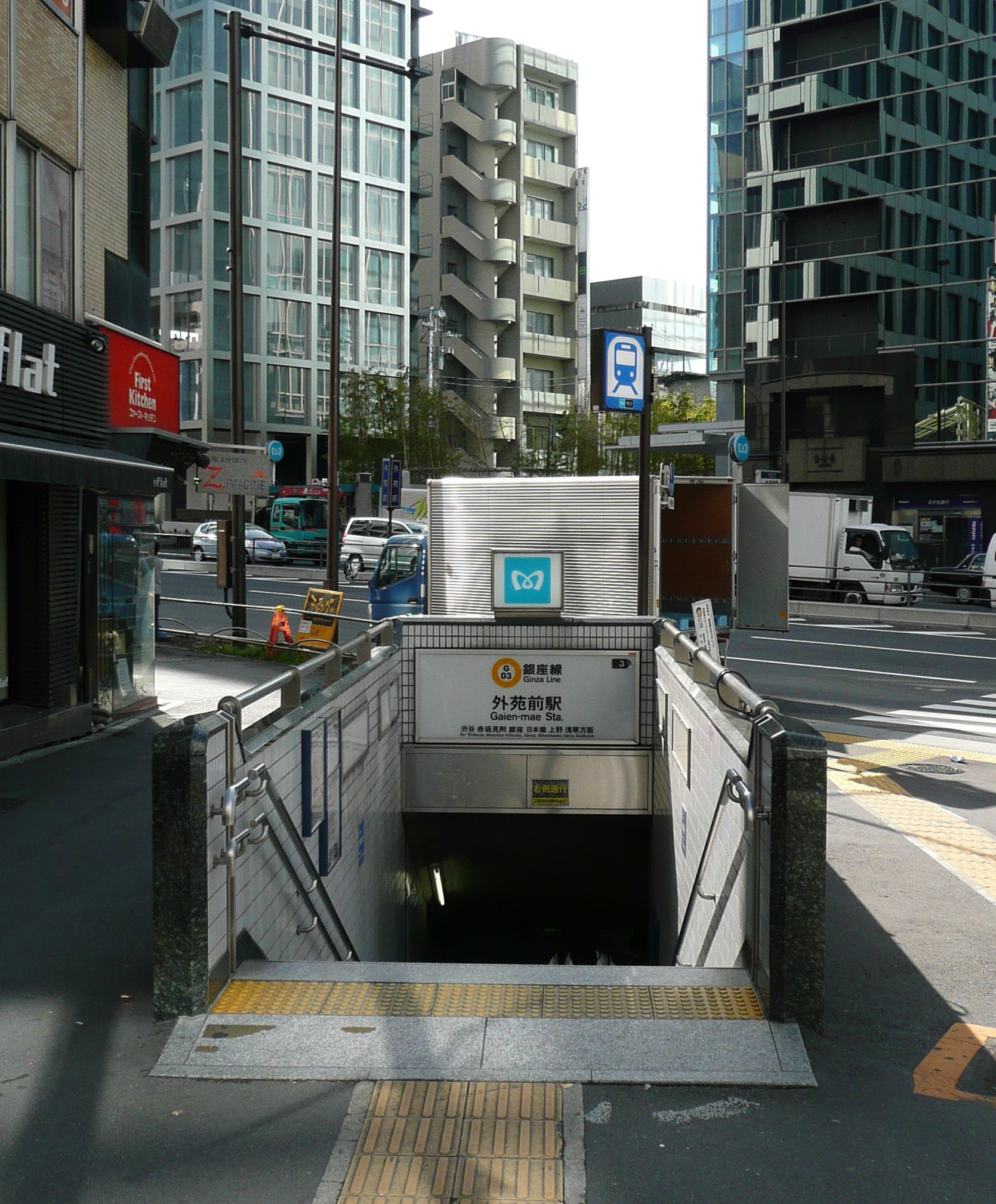
リニューアル前の3番出入口（2010年5月）
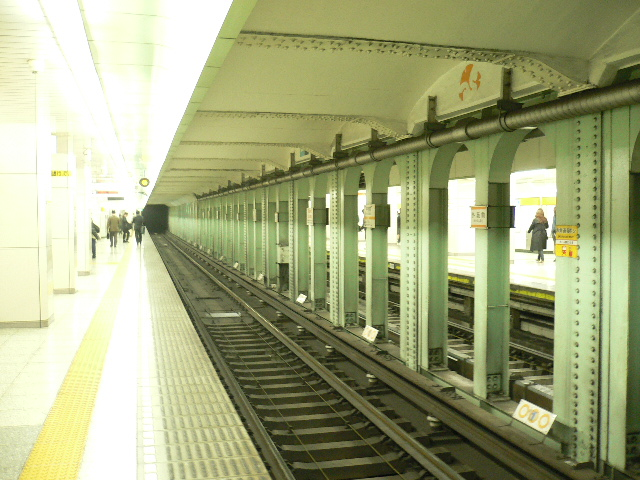
ホームドア設置前のホーム（2005年3月）

## 駅構造
相対式ホーム2面2線を有する地下駅である。
青山一丁目駅 - 表参道駅間は青山通りの地下で銀座線と半蔵門線が完全に並行しており、当駅付近では銀座線の直下を半蔵門線が通っているが、当駅に半蔵門線のホームは設けられていない。
1995年（平成7年）から行われた改良工事の完成後は、壁面に神宮外苑の風景画が展示されている。また、2020年（令和2年）10月16日からは4a番出入口付近に伊藤忠商事寄贈のスポーツを題材にしたパブリックアートが設置されている。

### のりば
| 番線 | 路線   | 行先     |
| ---- | ------ | -------- |
| 1    | 銀座線 | 渋谷方面 |
| 2    | 銀座線 | 浅草方面 |

（出典：東京メトロ:構内図）

### 発車メロディ
2018年（平成30年）8月22日からスイッチ制作の発車メロディ（発車サイン音）を使用している。
曲は1番線が「ようこそ!」（福嶋尚哉作曲）、2番線が「Ready To Go」（塩塚博作曲）である。

### 駅改札内設備
かつては構内が狭く、表参道寄りに改札口1か所と出口2か所が設置されているのみの状態であった。そのため神宮外苑地区でのイベント開催時には人があふれる程の混雑を見せていたが、1993年（平成3年）から1999年（平成11年）にかけてホーム幅員の拡幅や赤坂見附寄りへの改札口・出口の新設などの改良工事を実施した結果、混雑は緩和されている。なお、改良工事前は階段付近に国立競技場と神宮球場の案内掲示板が設置されていた。

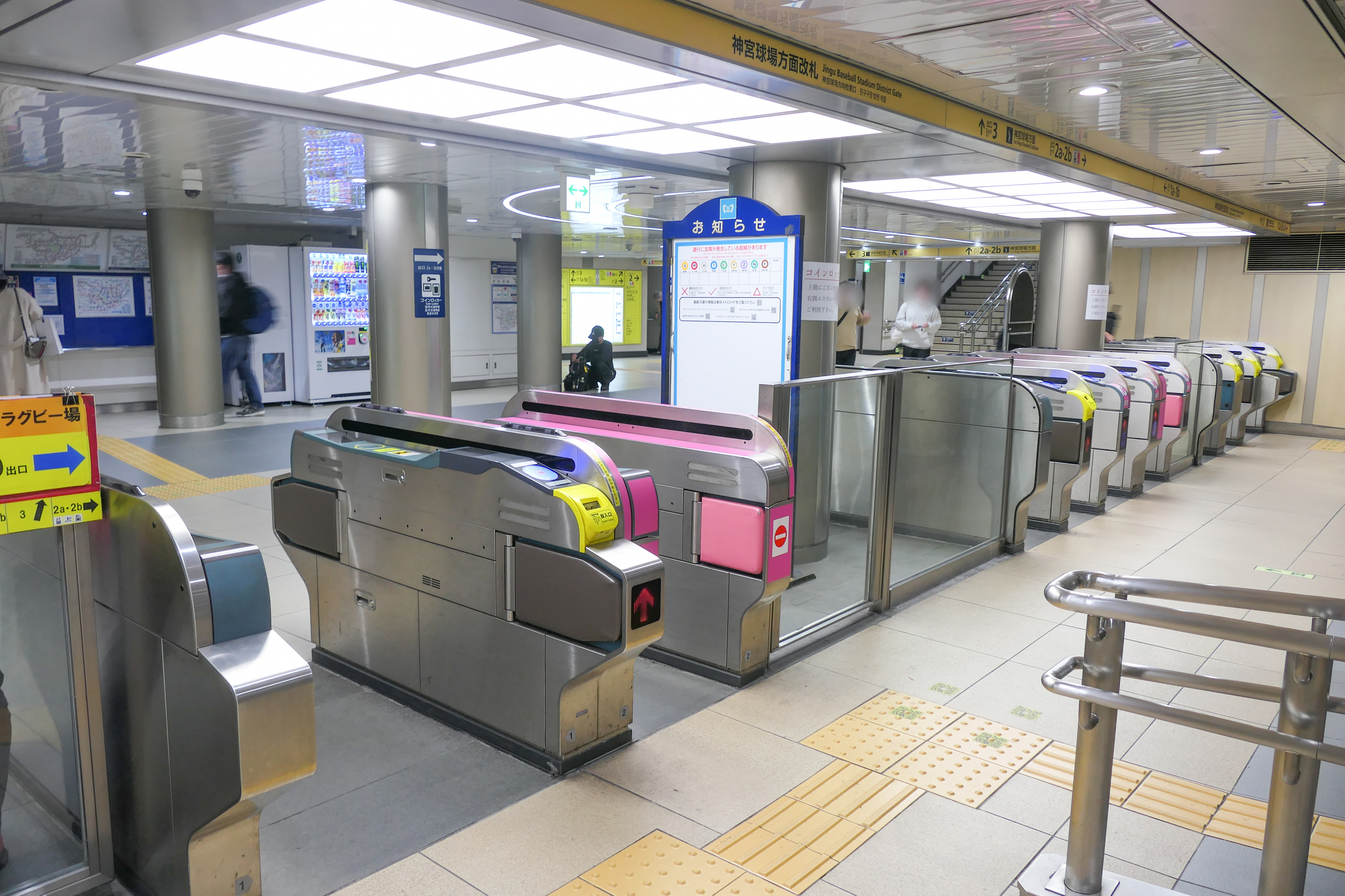
神宮球場方面改札（2023年4月）
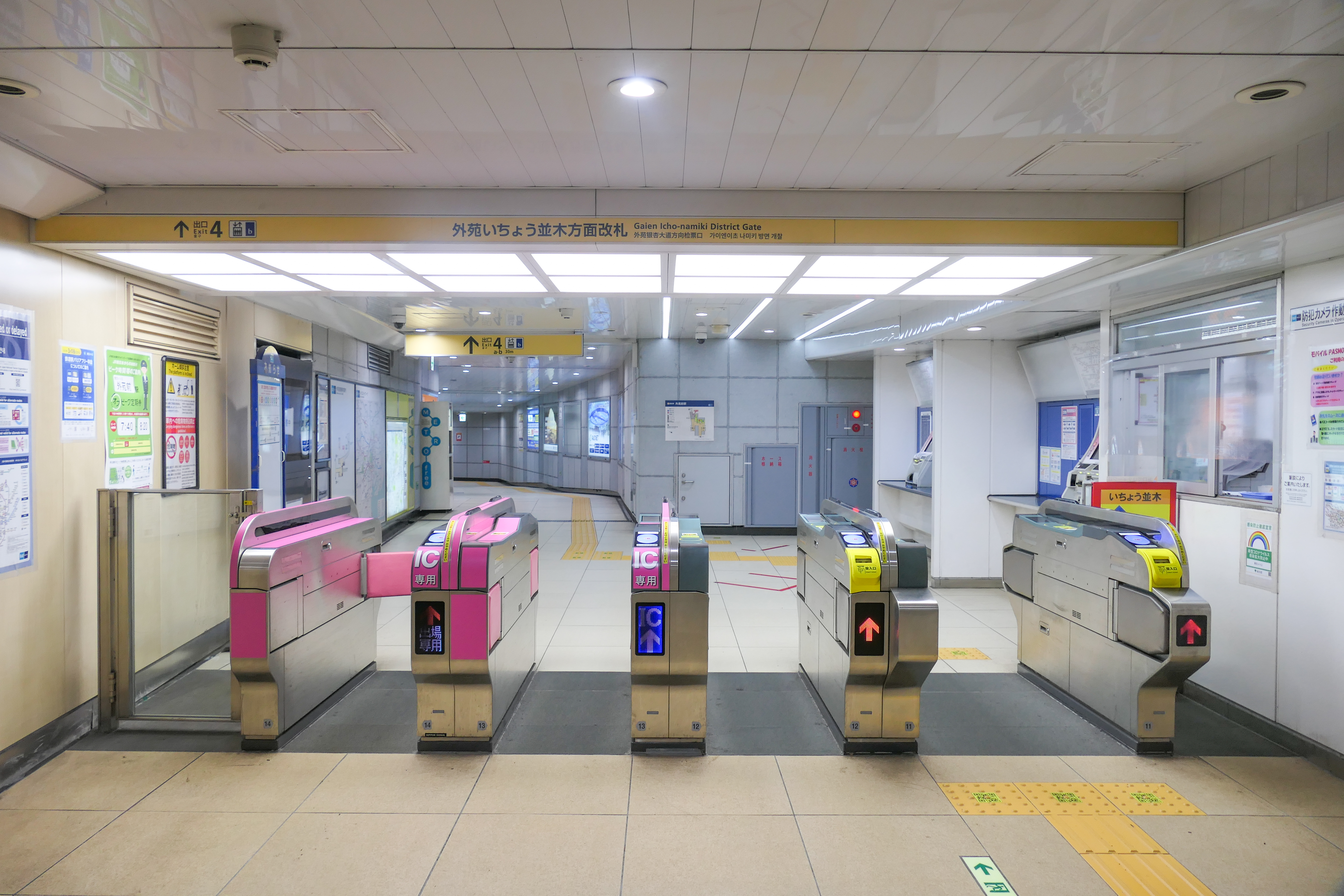
外苑いちょう並木方面改札（2023年4月）
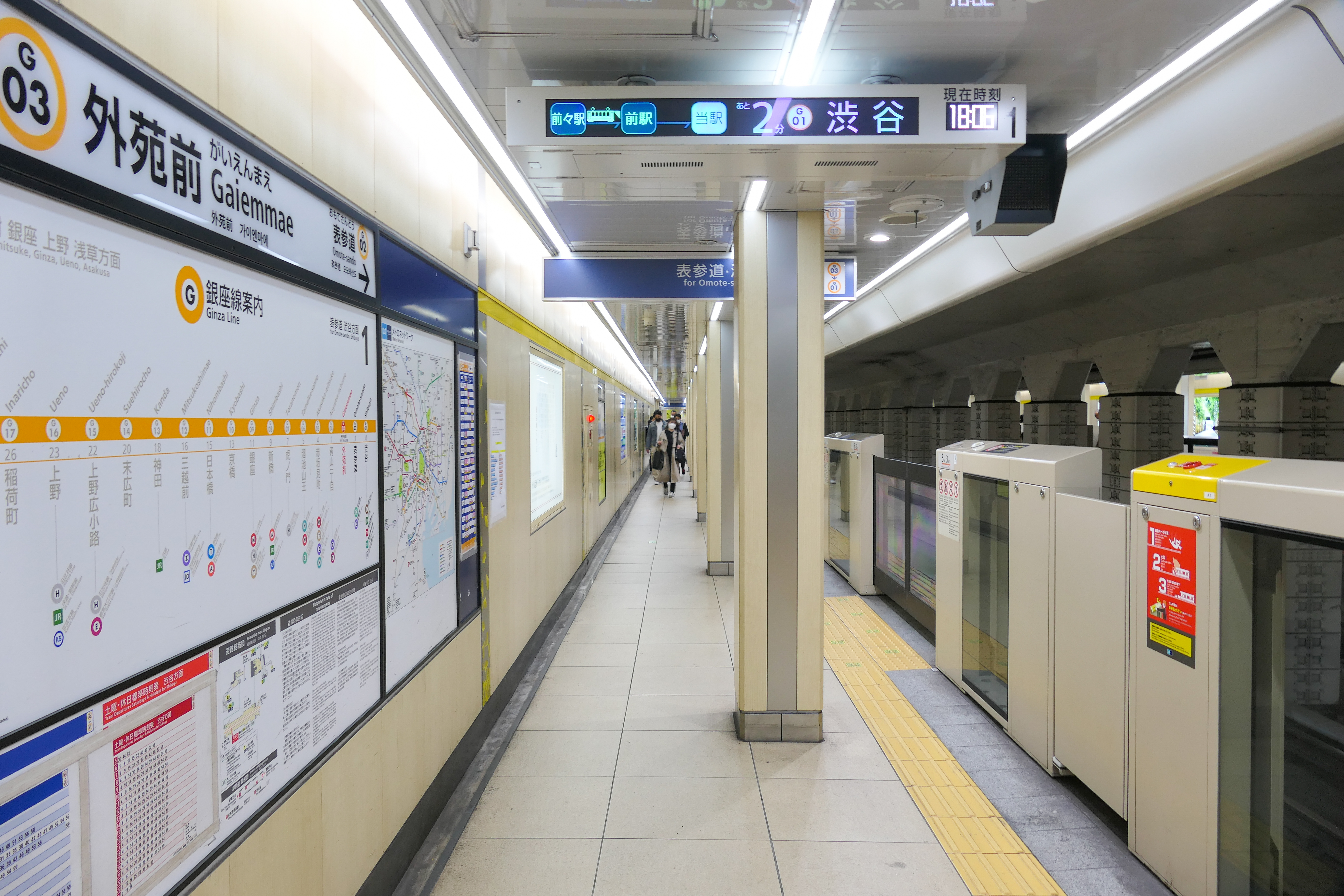
1番線ホーム（2023年4月）
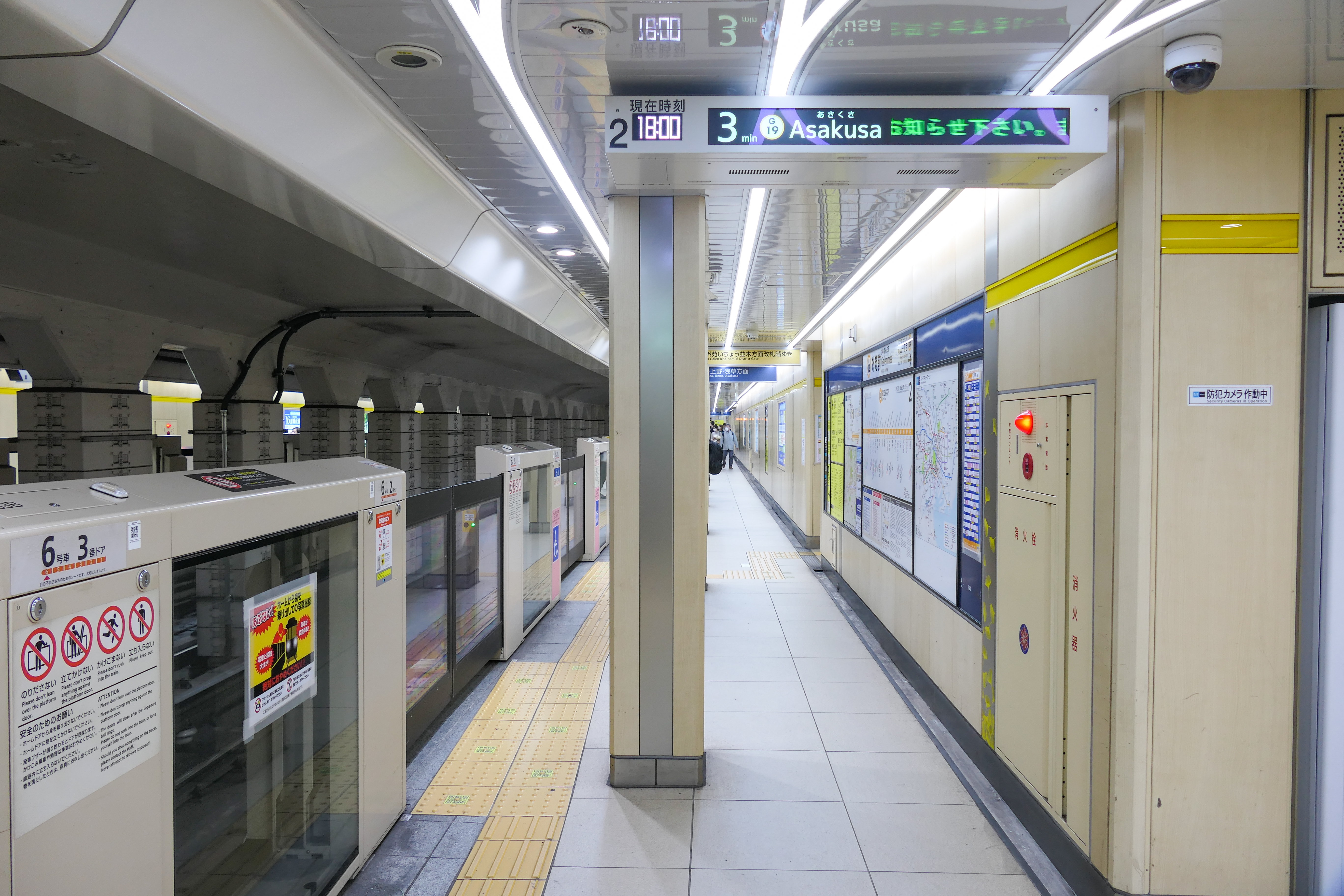
2番線ホーム（2023年4月）

## 利用状況
2023年度の1日平均乗降人員は72,412人であり、東京メトロ全130駅中51位。2020年に虎ノ門駅が日比谷線の虎ノ門ヒルズ駅との乗り換え駅となったため、当駅が銀座線の単独駅では最も乗降人員の多い駅となった。
近年の1日平均乗降・乗車人員推移は下表の通り。
| 年度               | 1日平均 乗降人員 | 1日平均 乗車人員 | 出典     |
| ------------------ | ---------------- | ---------------- | -------- |
| 1990年（平成02年） |                  | 34,359           | [ * 1 ]  |
| 1991年（平成03年） |                  | 34,060           | [ * 2 ]  |
| 1992年（平成04年） |                  | 33,660           | [ * 3 ]  |
| 1993年（平成05年） |                  | 32,671           | [ * 4 ]  |
| 1994年（平成06年） |                  | 31,797           | [ * 5 ]  |
| 1995年（平成07年） |                  | 31,910           | [ * 6 ]  |
| 1996年（平成08年） |                  | 31,666           | [ * 7 ]  |
| 1997年（平成09年） |                  | 31,858           | [ * 8 ]  |
| 1998年（平成10年） |                  | 32,016           | [ * 9 ]  |
| 1999年（平成11年） |                  | 32,295           | [ * 10 ] |
| 2000年（平成12年） |                  | 33,468           | [ * 11 ] |
| 2001年（平成13年） |                  | 33,866           | [ * 12 ] |
| 2002年（平成14年） | 70,083           | 34,340           | [ * 13 ] |
| 2003年（平成15年） | 70,999           | 34,699           | [ * 14 ] |
| 2004年（平成16年） | 71,430           | 34,458           | [ * 15 ] |
| 2005年（平成17年） | 71,798           | 34,466           | [ * 16 ] |
| 2006年（平成18年） | 72,628           | 34,838           | [ * 17 ] |
| 2007年（平成19年） | 74,823           | 36,167           | [ * 18 ] |
| 2008年（平成20年） | 74,688           | 36,164           | [ * 19 ] |
| 2009年（平成21年） | 75,284           | 36,321           | [ * 20 ] |
| 2010年（平成22年） | 75,029           | 36,153           | [ * 21 ] |
| 2011年（平成23年） | 74,123           | 35,822           | [ * 22 ] |
| 2012年（平成24年） | 75,377           | 36,573           | [ * 23 ] |
| 2013年（平成25年） | 76,969           | 37,230           | [ * 24 ] |
| 2014年（平成26年） | 75,934           | 36,729           | [ * 25 ] |
| 2015年（平成27年） | 76,401           | 36,779           | [ * 26 ] |
| 2016年（平成28年） | 78,309           | 37,778           | [ * 27 ] |
| 2017年（平成29年） | 82,616           | 39,893           | [ * 28 ] |
| 2018年（平成30年） | 82,897           | 39,978           | [ * 29 ] |
| 2019年（令和元年） | 82,336           | 39,839           | [ * 30 ] |
| 2020年（令和02年） | 46,743           |                  |          |
| 2021年（令和03年） | 52,494           |                  |          |
| 2022年（令和04年） | 64,750           |                  |          |
| 2023年（令和05年） | 72,412           |                  |          |

## 駅周辺
- 東京都立青山高等学校
- 國學院高等学校
- 港区立青山小学校
- TEPIA（機械産業記念館）
- 外苑前郵便局
- 東日本銀行青山支店
- 赤坂消防署
- 青山霊園
- 明治神宮外苑
  - 明治神宮野球場（神宮球場）
  - 明治神宮外苑軟式グラウンド

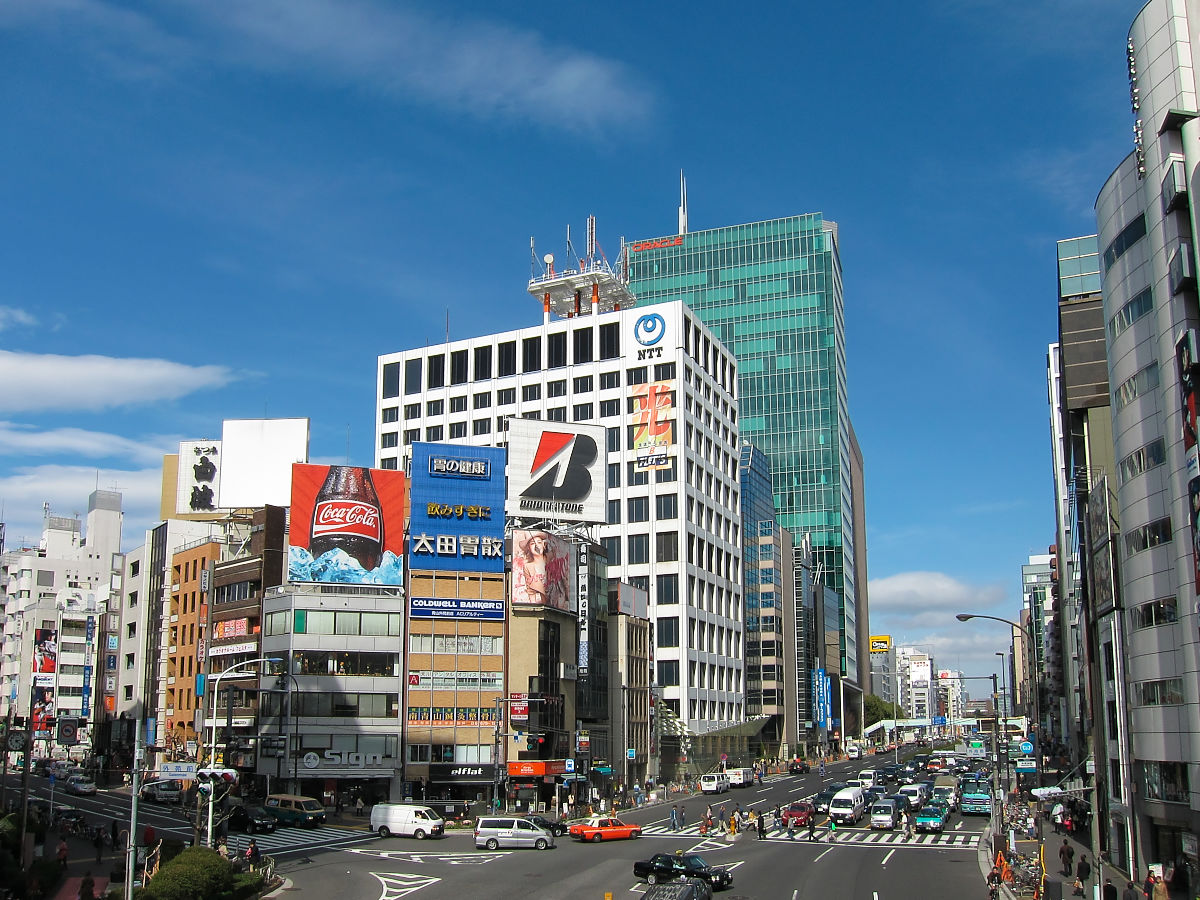
外苑前交差点

  - 国立競技場 - 厳密には明治神宮外苑の施設には含まれない。
  - 秩父宮ラグビー場
- 青山エムズタワー
  - 東急ステイ青山プレミア
  - 東急ステイ青山レジデンス
- 伊藤忠商事東京本社
- オラクル青山センター（4b番出入口直結）
  - 日本オラクル本社
- ユニマットホールディング本社
- the ARGYLE aoyama（ジ アーガイル アオヤマ） - 旧青山ベルコモンズ跡地に建設されたオフィスからホテルまでの複合商業施設。
  - 青山グランドホテル
- 太鼓センター東京支社[17]
  - TAIKO-LAB青山[18]
- 青山セレスクリニック
- 駐日エストニア共和国大使館
- 駐日ブラジル大使館
- 東京都道418号北品川四谷線（外苑西通り）
- カフェ香咲

### バス路線
外苑前駅前
- 港区コミュニティバス『ちぃばす』（フジエクスプレス）
  - 青山ルート：青山一丁目駅前・赤坂見附駅方面 / 表参道駅・六本木ヒルズ方面

北青山三丁目
- 都営バス
  - 黒77系統：目黒駅前行 / 千駄ヶ谷駅前行

2000年（平成12年）12月11日までは、駅上の青山通りを都営バスの茶81系統が通っていた。

## その他
東京メトロでは、通勤・通学定期券について券面に指定された経路のみ乗車・途中下車可能という規則になっているが、当駅を含む渋谷駅 - 永田町駅・赤坂見附駅間は銀座線経由、半蔵門線経由のいずれかの定期券であっても双方に乗車が可能であり、半蔵門線経由の定期券であっても同線にホームのない当駅で下車が可能という特例がある。
同様の例として、日比谷 - 霞ケ関 - 国会議事堂前間の丸ノ内線経由・日比谷線経由・千代田線経由、飯田橋 - 市ケ谷間の有楽町線経由・南北線経由がある。

## 隣の駅
東京地下鉄（東京メトロ）
 銀座線
表参道駅 (G 02) - 外苑前駅 (G 03) - 青山一丁目駅 (G 04)